# 有機磁性体
有機磁性体（ゆうきじせいたい）とは有機物によって構成される磁性体。

## 概要
従来の磁性体は無機物だったが、有機磁性体は有機化合物によって構成される。化学構造内に不対電子を有する場合に磁性を持つ。開発の当初は強磁性を目的としてたが、開発過程では強磁性および反強磁性的相互作用のメカニズムの分子論的な解明が成され無機磁性体にはない強磁性－反強磁性スイッチングなどの動的な磁気特性開拓へと研究が進展した。

## 経緯
1950年代から旧ソビエトで磁性を持つ有機物の開発研究が始まり、1970年代に入ると、日本での研究が盛んになり、理論的な裏付けも与えられ、日本のリードの下で進展して1991年に東京大学物性研究所の木下、阿波賀らにより、世界初の有機強磁性体であるp-NPNN（p-ニトロフェニルニトロニルニトロキシド）が発見され、これを契機に多くの有機強磁性体が日本の研究者を中心に生み出された。p-NPNNは0.6Kでしか強磁性体にならなかったが、2019年に九州工業大学大学院工学研究院基礎科学研究系が、セレンを4つ導入した有機分子C7H5IN3Se4において、常圧下11K、2万気圧下で27.5Kを達成している。
また、人工的な合成のみならず、自然界で磁覚を持つ生物の体内にも存在する可能性が示唆される

## 文献
- 木下實、「高分子磁性体」 『高分子』 1981年 30巻 11号 p.830-833, doi:10.1295/kobunshi.30.830
- 蒲池幹治、「高分子磁性体」 『高分子』 1987年 36巻 12号 p.832-835, doi:10.1295/kobunshi.36.832
- 菅原正、「有機強磁性体の科学」 『有機合成化学協会誌』 1989年 47巻 4号 p.306-320, doi:10.5059/yukigoseikyokaishi.47.306
- 田中均、「有機磁性体」 『日本機械学会誌』 1991年 94巻 867号 p.174-, doi:10.1299/jsmemag.94.867_174
- 木下實、「有機強磁性体の最近の研究動向」 『応用物理』 1992年 61巻 10号 p.994-1005, doi:10.11470/oubutsu1932.61.994
- 岩村秀、「有機強磁性体の分子設計と構築」 『有機合成化学協会誌』 1994年 52巻 4号 p.295-307, doi:10.5059/yukigoseikyokaishi.52.295
- 三浦洋三、「高分子磁性体の合成」 『高分子』 1994年 43巻 12号 p.838-842, doi:10.1295/kobunshi.43.838